# Aleuritopteris thwaitesii
Aleuritopteris thwaitesii är en kantbräkenväxtart som först beskrevs av Georg Heinrich Mettenius och Oskar Kuhn, och fick sitt nu gällande namn av Saiki. Aleuritopteris thwaitesii ingår i släktet Aleuritopteris och familjen Pteridaceae. Inga underarter finns listade.